# Moorende
Moorende  ist ein Ortsteil der Gemeinde Jork im Alten Land im niedersächsischen Landkreis Stade. Im Jahr 1972 wurden die Orte Hove und Moorende aus dem Landkreis Harburg in die Gemeinde Jork eingegliedert und gehören seitdem zum Landkreis Stade.

## Geografie und Verkehrsanbindung
Der Ort liegt südlich des Kernortes Jork an der Kreisstraße K 83. Durch den Ort fließt die Este, ein linker Nebenfluss der Elbe.
Moorende wurde als Deichhufendorf entlang der Este angelegt, d. h., die parallelen Hufen lagen auf der dem Deich gegenüber liegenden Straßenseite.
Die Entfernung zur nördlich fließenden Elbe beträgt 4,5 km, die Entfernung zur östlich verlaufenden Landesgrenze zu Hamburg 2,5 km. Nördlich liegt das 68 ha große Naturschutzgebiet (NSG) Borsteler Binnenelbe und Großes Brack. Südöstlich liegen das 1317 ha große NSG Moore bei Buxtehude und – auf Hamburger Gebiet – das 737 ha große Naturschutzgebiet Moorgürtel. 
Die Landesstraße L 140 verläuft nördlich, südwestlich die A 26 und etwas weiter südlich die B 73.

## Wirtschaft
Im Schloss Esteburg, einer ehemaligen Wasserburg der Spätrenaissance, befindet sich die Obstbauversuchsanstalt Jork. Sie befasst sich mit biologischen und marktwirtschaftlichen Fragen des Obstbaus.